# Vallée de Bennu
Bennu Vallis
Pour les articles homonymes, voir Bennu.
La vallée de Bennu (désignation internationale : Bennu Vallis) est une vallée située sur Vénus dans le quadrangle de Sif Mons. Elle a été nommée en référence au nom égyptien de la planète Vénus.